# Lista över matchresultat i Elitserien i ishockey 2002/2003
Lista över matchresultat i grundserien av Elitserien i ishockey 2002/2003. Ligan inleddes den 23 september 2002 och avslutades 25 februari 2003.
| Nr | Lag                | S  | V  | O  | F  | ÖV | ÖF | SV | SF | GM  | IM  | MS  | P   |
| -- | ------------------ | -- | -- | -- | -- | -- | -- | -- | -- | --- | --- | --- | --- |
| 1  | Västra Frölunda HC | 50 | 29 | 10 | 11 | 2  | 2  | 4  | 2  | 162 | 97  | +65 | 103 |
| 2  | Färjestads BK (RM) | 50 | 27 | 10 | 13 | 2  | 3  | 1  | 4  | 180 | 134 | +46 | 94  |
| 3  | Timrå IK           | 50 | 26 | 8  | 16 | 2  | 1  | 2  | 3  | 155 | 138 | +17 | 90  |
| 4  | Djurgårdens IF     | 50 | 26 | 7  | 17 | 0  | 2  | 3  | 2  | 139 | 128 | +11 | 88  |
| 5  | Luleå HF           | 50 | 21 | 12 | 17 | 2  | 4  | 2  | 4  | 134 | 127 | +7  | 79  |
| 6  | HV71               | 50 | 21 | 13 | 16 | 2  | 4  | 1  | 6  | 143 | 142 | +1  | 79  |
| 7  | Modo               | 50 | 21 | 8  | 21 | 5  | 1  | 2  | 0  | 140 | 144 | −4  | 78  |
| 8  | Leksands IF        | 50 | 19 | 6  | 25 | 3  | 0  | 2  | 1  | 141 | 135 | +6  | 68  |
| 9  | Södertälje SK      | 50 | 17 | 9  | 24 | 3  | 0  | 3  | 3  | 113 | 128 | −15 | 66  |
| 10 | MIF Redhawks       | 50 | 14 | 10 | 26 | 2  | 1  | 6  | 1  | 141 | 146 | −5  | 60  |
| 11 | Brynäs IF          | 50 | 13 | 10 | 27 | 0  | 4  | 4  | 2  | 105 | 166 | −61 | 53  |
| 12 | Linköpings HC      | 50 | 10 | 9  | 31 | 0  | 1  | 3  | 5  | 98  | 166 | −68 | 42  |

Tabelldata är hämtade från Svenska Ishockeyförbundet.

## Matcher
| Denna tabell: visa • redigera |

| Datum Match Resultat Publik Spelplan Omgång 1 - 23 september 2002 Leksands IF-Brynäs IF 2-3 (1-1, 0-1, 1-1) 6298 Leksands Isstadion - 24 september 2002 Linköpings HC-Djurgårdens IF 3-0 (0-0, 2-0, 1-0) 4587 Stångebro Ishall - 24 september 2002 MIF Redhawks-Västra Frölunda HC 3-1 (2-1, 1-0, 0-0) 4748 Malmö Isstadion - 24 september 2002 HV 71-Luleå HF 6-4 (2-1, 3-0, 1-3) 6093 Kinnarps Arena - 24 september 2002 Timrå IK-Modo Hockey 4-1 (2-1, 1-0, 1-0) 5366 Timrå Isstadion - 24 september 2002 Södertälje SK-Färjestads BK 2-3 (1-1, 1-1, 0-1) 6426 Scaniarinken Omgång 2 - 26 september 2002 Färjestads BK-Timrå IK 1-3 (1-0, 0-2, 0-1) 7142 Löfbergs Lila Arena - 26 september 2002 Modo Hockey-HV 71 1-2 (1-1, 0-0, 0-1) 4057 Kempehallen - 26 september 2002 Luleå HF-MIF Redhawks 3-1 (0-1, 2-0, 1-0) 5501 COOP Arena - 26 september 2002 Västra Frölunda HC-Leksands IF 5-2 (3-1, 1-1, 1-0) 11693 Scandinavium - 26 september 2002 Brynäs IF-Linköpings HC 5-2 (3-0, 1-2, 1-0) 4195 Gavlerinken - 26 september 2002 Djurgårdens IF-Södertälje SK 2-1 (0-0, 1-0, 0-1, 0-0, 1-0) 6749 Hovet, Johanneshov Omgång 3 - 28 september 2002 Linköpings HC-Västra Frölunda HC 2-1 (1-0, 0-1, 0-0, 0-0, 1-0) 3972 Stångebro Ishall - 28 september 2002 Leksands IF-Luleå HF 4-3 (1-2, 1-0, 2-1) 4806 Leksands Isstadion - 28 september 2002 HV 71-Färjestads BK 5-4 (2-1, 1-2, 1-1, 1-0) 6236 Kinnarps Arena - 28 september 2002 MIF Redhawks-Modo Hockey 2-3 (1-1, 0-0, 1-1, 0-0, 0-1) 4049 Malmö Isstadion - 28 september 2002 Timrå IK-Södertälje SK 3-1 (1-0, 1-0, 1-1) 4521 Timrå Isstadion - 28 september 2002 Brynäs IF-Djurgårdens IF 0-1 (0-1, 0-0, 0-0) 5387 Gavlerinken Omgång 4 - 1 oktober 2002 Södertälje SK-HV 71 3-2 (0-1, 1-0, 1-1, 0-0, 1-0) 3468 Scaniarinken - 1 oktober 2002 Färjestads BK-MIF Redhawks 3-1 (0-0, 1-0, 2-1) 6693 Löfbergs Lila Arena - 1 oktober 2002 Modo Hockey-Leksands IF 2-1 (0-1, 2-0, 0-0) 3852 Kempehallen - 1 oktober 2002 Luleå HF-Linköpings HC 2-3 (1-2, 1-1, 0-0) 4413 COOP Arena - 1 oktober 2002 Västra Frölunda HC-Brynäs IF 2-1 (2-0, 0-0, 0-1) 9069 Scandinavium - 1 oktober 2002 Djurgårdens IF-Timrå IK 1-4 (0-2, 0-0, 1-2) 5338 Globen Omgång 5 - 3 oktober 2002 Linköpings HC-Modo Hockey 5-1 (3-0, 1-0, 1-1) 4042 Stångebro Ishall - 3 oktober 2002 Leksands IF-Färjestads BK 4-1 (3-0, 0-0, 1-1) 5401 Leksands Isstadion - 3 oktober 2002 MIF Redhawks-Södertälje SK 4-1 (1-0, 2-1, 1-0) 4012 Malmö Isstadion - 3 oktober 2002 HV 71-Timrå IK 4-3 (1-1, 3-2, 0-0) 5825 Kinnarps Arena - 3 oktober 2002 Västra Frölunda HC-Djurgårdens IF 6-0 (3-0, 2-0, 1-0) 7808 Scandinavium - 3 oktober 2002 Brynäs IF-Luleå HF 2-3 (0-2, 1-1, 1-0) 3884 Gavlerinken Omgång 6 - 5 oktober 2002 Timrå IK-MIF Redhawks 5-2 (0-1, 0-1, 5-0) 4848 Timrå Isstadion - 5 oktober 2002 Färjestads BK-Linköpings HC 4-1 (1-1, 2-0, 1-0) 7957 Löfbergs Lila Arena - 5 oktober 2002 Modo Hockey-Brynäs IF 5-0 (4-0, 1-0, 0-0) 3840 Kempehallen - 5 oktober 2002 Luleå HF-Västra Frölunda HC 1-2 (1-1, 0-0, 0-0, 0-0, 0-1) 4771 COOP Arena - 5 oktober 2002 Södertälje SK-Leksands IF 2-3 (1-0, 0-2, 1-0, 0-0, 0-1) 5136 Scaniarinken - 5 oktober 2002 Djurgårdens IF-HV 71 1-2 (0-0, 0-1, 1-1) 4053 Globen Omgång 7 - 8 oktober 2002 Linköpings HC-Södertälje SK 0-3 (0-2, 0-0, 0-1) 4484 Stångebro Ishall - 8 oktober 2002 Leksands IF-Timrå IK 1-3 (0-1, 1-1, 0-1) 4687 Leksands Isstadion - 8 oktober 2002 MIF Redhawks-HV 71 1-3 (0-1, 0-0, 1-2) 4275 Malmö Isstadion - 8 oktober 2002 Luleå HF-Djurgårdens IF 2-1 (0-0, 1-1, 0-0, 0-0, 1-0) 4785 COOP Arena - 8 oktober 2002 Västra Frölunda HC-Modo Hockey 6-1 (2-0, 3-1, 1-0) 7768 Scandinavium - 8 oktober 2002 Brynäs IF-Färjestads BK 2-4 (2-1, 0-2, 0-1) 4281 Gavlerinken Omgång 8 - 10 oktober 2002 HV 71-Leksands IF 3-2 (2-0, 1-0, 0-2) 6236 Kinnarps Arena - 10 oktober 2002 Timrå IK-Linköpings HC 2-1 (0-0, 0-0, 1-1, 0-0, 1-0) 4882 Timrå Isstadion - 10 oktober 2002 Södertälje SK-Brynäs IF 6-3 (0-1, 3-0, 3-2) 4167 Scaniarinken - 10 oktober 2002 Färjestads BK-Västra Frölunda HC 1-2 (0-0, 0-1, 1-1) 8050 Löfbergs Lila Arena - 10 oktober 2002 Modo Hockey-Luleå HF 3-2 (1-1, 1-0, 0-1, 1-0) 3850 Kempehallen - 10 oktober 2002 Djurgårdens IF-MIF Redhawks 4-1 (3-0, 0-1, 1-0) 4218 Globen Omgång 9 - 12 oktober 2002 Luleå HF-Timrå IK 3-2 (2-1, 0-1, 0-0, 1-0) 4425 COOP Arena - 12 oktober 2002 Färjestads BK-Djurgårdens IF 4-3 (0-2, 2-1, 2-0) 8050 Löfbergs Lila Arena - 13 oktober 2002 Södertälje SK-Modo Hockey 4-0 (2-0, 1-0, 1-0) 3658 Scaniarinken - 13 oktober 2002 Linköpings HC-Leksands IF 5-4 (1-1, 2-2, 2-1) 4700 Stångebro Ishall - 13 oktober 2002 Västra Frölunda HC-HV 71 3-4 (0-1, 1-1, 2-2) 10770 Scandinavium - 13 oktober 2002 MIF Redhawks-Brynäs IF 5-4 (1-3, 2-1, 1-0, 1-0) 4015 Malmö Isstadion Omgång 10 - 15 oktober 2002 Linköpings HC-HV 71 1-4 (1-1, 0-1, 0-2) 4700 Stångebro Ishall - 15 oktober 2002 Leksands IF-MIF Redhawks 3-0 (1-0, 1-0, 1-0) 4278 Leksands Isstadion - 15 oktober 2002 Modo Hockey-Djurgårdens IF 3-1 (1-0, 0-1, 2-0) 4460 Kempehallen - 15 oktober 2002 Luleå HF-Färjestads BK 0-2 (0-0, 0-1, 0-1) 4814 COOP Arena - 15 oktober 2002 Västra Frölunda HC-Södertälje SK 6-2 (1-0, 4-0, 1-2) 9136 Scandinavium - 15 oktober 2002 Brynäs IF-Timrå IK 3-4 (1-1, 2-1, 0-2) 4343 Gavlerinken Omgång 11 - 17 oktober 2002 MIF Redhawks-Linköpings HC 4-3 (1-0, 0-2, 2-1, 0-0, 1-0) 4223 Malmö Isstadion - 17 oktober 2002 HV 71-Brynäs IF 7-0 (1-0, 1-0, 5-0) 6236 Kinnarps Arena - 17 oktober 2002 Timrå IK-Västra Frölunda HC 1-4 (0-1, 1-1, 0-2) 5006 Timrå Isstadion - 17 oktober 2002 Södertälje SK-Luleå HF 3-1 (1-1, 1-0, 1-0) 2804 Scaniarinken - 17 oktober 2002 Färjestads BK-Modo Hockey 5-3 (0-2, 4-1, 1-0) 7061 Löfbergs Lila Arena - 17 oktober 2002 Djurgårdens IF-Leksands IF 5-4 (1-1, 4-3, 0-0) 10092 Globen Omgång 12 - 19 oktober 2002 Västra Frölunda HC-MIF Redhawks 2-1 (0-1, 0-0, 1-0, 1-0) 11236 Scandinavium - 19 oktober 2002 Modo Hockey-Timrå IK 0-3 (0-1, 0-2, 0-0) 4927 Kempehallen - 19 oktober 2002 Luleå HF-HV 71 2-3 (2-1, 0-0, 0-2) 4257 COOP Arena - 20 oktober 2002 Djurgårdens IF-Linköpings HC 2-0 (0-0, 1-0, 1-0) 4585 Globen - 22 oktober 2002 Färjestads BK-Södertälje SK 3-0 (0-0, 2-0, 1-0) 6619 Löfbergs Lila Arena - 22 oktober 2002 Brynäs IF-Leksands IF 2-1 (0-0, 2-1, 0-0) 6204 Gavlerinken Omgång 13 - 24 oktober 2002 Timrå IK-Färjestads BK 4-6 (1-2, 2-2, 1-2) 5012 Timrå Isstadion - 24 oktober 2002 HV 71-Modo Hockey 1-4 (0-2, 0-0, 1-2) 6021 Kinnarps Arena - 24 oktober 2002 MIF Redhawks-Luleå HF 2-1 (1-1, 0-0, 1-0) 3861 Malmö Isstadion - 24 oktober 2002 Leksands IF-Västra Frölunda HC 3-1 (2-1, 1-0, 0-0) 5321 Leksands Isstadion - 24 oktober 2002 Linköpings HC-Brynäs IF 5-3 (2-2, 2-0, 1-1) 4307 Stångebro Ishall - 24 oktober 2002 Södertälje SK-Djurgårdens IF 2-1 (1-0, 0-1, 0-0, 0-0, 1-0) 4666 Scaniarinken Omgång 14 - 26 oktober 2002 Luleå HF-Leksands IF 3-1 (0-0, 2-0, 1-1) 4483 COOP Arena - 26 oktober 2002 Modo Hockey-MIF Redhawks 2-1 (0-1, 1-0, 1-0) 3825 Kempehallen - 26 oktober 2002 Färjestads BK-HV 71 4-2 (2-1, 1-0, 1-1) 8050 Löfbergs Lila Arena - 26 oktober 2002 Djurgårdens IF-Brynäs IF 7-1 (2-0, 4-1, 1-0) 8453 Globen - 26 oktober 2002 Västra Frölunda HC-Linköpings HC 8-5 (5-1, 1-3, 2-1) 9576 Scandinavium - 27 oktober 2002 Södertälje SK-Timrå IK 4-1 (3-0, 0-0, 1-1) 4005 Scaniarinken Omgång 15 - 29 oktober 2002 HV 71-Södertälje SK 1-2 (0-0, 1-0, 0-1, 0-0, 0-1) 6236 Kinnarps Arena - 29 oktober 2002 MIF Redhawks-Färjestads BK 6-5 (4-0, 0-3, 1-2, 0-0, 1-0) 5636 Malmö Isstadion - 29 oktober 2002 Leksands IF-Modo Hockey 7-2 (2-0, 1-2, 4-0) 5654 Leksands Isstadion - 29 oktober 2002 Linköpings HC-Luleå HF 4-3 (1-1, 1-1, 1-1, 0-0, 1-0) 4594 Stångebro Ishall - 29 oktober 2002 Brynäs IF-Västra Frölunda HC 0-2 (0-1, 0-0, 0-1) 4615 Gavlerinken - 29 oktober 2002 Timrå IK-Djurgårdens IF 1-2 (1-0, 0-1, 0-1) 5120 Timrå Isstadion Omgång 16 - 31 oktober 2002 Modo Hockey-Linköpings HC 4-1 (1-0, 2-0, 1-1) 3844 Kempehallen - 31 oktober 2002 Färjestads BK-Leksands IF 2-1 (0-0, 0-0, 2-1) 8050 Löfbergs Lila Arena - 31 oktober 2002 Södertälje SK-MIF Redhawks 5-3 (1-2, 2-1, 2-0) 3601 Scaniarinken - 31 oktober 2002 Timrå IK-HV 71 5-0 (1-0, 1-0, 3-0) 4778 Timrå Isstadion - 31 oktober 2002 Djurgårdens IF-Västra Frölunda HC 4-2 (0-0, 1-1, 3-1) 6725 Globen - 31 oktober 2002 Luleå HF-Brynäs IF 2-1 (0-0, 0-0, 2-1) 4783 COOP Arena Omgång 17 - 2 november 2002 Leksands IF-Södertälje SK 4-1 (0-0, 2-0, 2-1) 5663 Leksands Isstadion - 2 november 2002 Färjestads BK-Linköpings HC 7-1 (0-0, 1-0, 6-1) 8050 Löfbergs Lila Arena - 2 november 2002 Brynäs IF-Modo Hockey 0-1 (0-0, 0-0, 0-0, 0-1) 4587 Gavlerinken - 2 november 2002 HV 71-Djurgårdens IF 2-3 (1-0, 1-0, 0-2, 0-0, 0-1) 6236 Kinnarps Arena - 12 november 2002 MIF Redhawks-Timrå IK 7-0 (3-0, 3-0, 1-0) 4183 Malmö Isstadion - 12 november 2002 Västra Frölunda HC-Luleå HF 4-2 (0-1, 1-0, 3-1) 8311 Scandinavium Omgång 18 - 14 november 2002 Södertälje SK-Linköpings HC 2-3 (1-2, 1-1, 0-0) 3650 Scaniarinken - 14 november 2002 Timrå IK-Leksands IF 7-4 (1-0, 4-3, 2-1) 4043 Timrå Isstadion - 14 november 2002 HV 71-MIF Redhawks 3-4 (1-0, 0-2, 2-1, 0-0, 0-1) 6111 Kinnarps Arena - 14 november 2002 Djurgårdens IF-Luleå HF 2-3 (0-1, 0-1, 2-0, 0-1) 5127 Globen - 14 november 2002 Modo Hockey-Västra Frölunda HC 3-6 (1-3, 1-1, 1-2) 3528 Kempehallen - 14 november 2002 Färjestads BK-Brynäs IF 1-2 (0-0, 1-2, 0-0) 8021 Löfbergs Lila Arena Omgång 19 - 16 november 2002 Leksands IF-HV 71 0-3 (0-1, 0-2, 0-0) 5095 Leksands Isstadion - 16 november 2002 Brynäs IF-Södertälje SK 1-4 (0-1, 1-0, 0-3) 4703 Gavlerinken - 16 november 2002 Luleå HF-Modo Hockey 2-3 (0-1, 1-0, 1-1, 0-0, 0-1) 5018 COOP Arena - 17 november 2002 MIF Redhawks-Djurgårdens IF 6-3 (1-1, 3-2, 2-0) 4659 Malmö Isstadion - 19 november 2002 Linköpings HC-Timrå IK 0-3 (0-1, 0-0, 0-2) 4045 Stångebro Ishall - 19 november 2002 Västra Frölunda HC-Färjestads BK 7-4 (2-1, 3-2, 2-1) 12044 Scandinavium Omgång 20 - 21 november 2002 Leksands IF-Linköpings HC 9-2 (4-0, 2-2, 3-0) 4236 Leksands Isstadion - 21 november 2002 Djurgårdens IF-Färjestads BK 2-4 (2-2, 0-1, 0-1) 7244 Globen - 21 november 2002 Modo Hockey-Södertälje SK 3-4 (0-1, 2-1, 1-1, 0-1) 3560 Kempehallen - 21 november 2002 Timrå IK-Luleå HF 4-1 (1-1, 1-0, 2-0) 4216 Timrå Isstadion - 21 november 2002 HV 71-Västra Frölunda HC 1-4 (0-1, 0-2, 1-1) 6236 Kinnarps Arena - 21 november 2002 MIF Redhawks-Brynäs IF 3-0 (1-0, 0-0, 2-0) 4780 Malmö Isstadion Omgång 21 - 19 november 2002 Djurgårdens IF-Modo Hockey 2-0 (1-0, 1-0, 0-0) 5012 Globen - 23 november 2002 HV 71-Linköpings HC 2-3 (0-1, 2-2, 0-0) 6236 Kinnarps Arena - 23 november 2002 Färjestads BK-Luleå HF 3-4 (2-0, 1-1, 0-2, 0-0, 0-1) 8150 Löfbergs Lila Arena - 23 november 2002 Timrå IK-Brynäs IF 5-4 (2-2, 2-0, 0-2, 0-0, 1-0) 5047 Timrå Isstadion - 24 november 2002 Södertälje SK-Västra Frölunda HC 0-2 (0-1, 0-1, 0-0) 3734 Scaniarinken - 24 november 2002 MIF Redhawks-Leksands IF 3-5 (2-2, 0-1, 1-2) 4781 Malmö Isstadion Omgång 22 - 26 november 2002 Linköpings HC-MIF Redhawks 2-5 (1-3, 0-2, 1-0) 3712 Stångebro Ishall - 26 november 2002 Brynäs IF-HV 71 2-1 (0-1, 1-0, 1-0) 3715 Gavlerinken - 26 november 2002 Västra Frölunda HC-Timrå IK 4-3 (2-1, 1-1, 0-1, 0-0, 1-0) 11228 Scandinavium - 26 november 2002 Luleå HF-Södertälje SK 4-0 (2-0, 1-0, 1-0) 4453 COOP Arena - 26 november 2002 Modo Hockey-Färjestads BK 5-4 (2-1, 1-1, 2-2) 3416 Kempehallen - 26 november 2002 Leksands IF-Djurgårdens IF 2-1 (1-0, 1-0, 0-1) 5560 Leksands Isstadion Omgång 23 - 28 november 2002 Västra Frölunda HC-MIF Redhawks 3-0 (1-0, 1-0, 1-0) 9019 Scandinavium - 28 november 2002 Södertälje SK-Djurgårdens IF 0-2 (0-0, 0-1, 0-1) 3820 Scaniarinken - 28 november 2002 Färjestads BK-Leksands IF 2-4 (1-0, 0-1, 1-3) 8050 Löfbergs Lila Arena - 28 november 2002 Luleå HF-Brynäs IF 5-2 (3-0, 1-2, 1-0) 4801 COOP Arena - 28 november 2002 Modo Hockey-Timrå IK 7-3 (2-0, 3-1, 2-2) 3720 Kempehallen - 28 november 2002 Linköpings HC-HV 71 1-3 (1-2, 0-0, 0-1) 4065 Stångebro Ishall Omgång 24 - 12 november 2002 Djurgårdens IF-Färjestads BK 4-3 (0-1, 1-2, 2-0, 0-0, 1-0) 7183 Globen - 30 november 2002 MIF Redhawks-Linköpings HC 4-2 (1-1, 1-0, 2-1) 4171 Malmö Isstadion - 30 november 2002 Leksands IF-Södertälje SK 6-3 (2-0, 4-1, 0-2) 5161 Leksands Isstadion - 30 november 2002 Luleå HF-Timrå IK 2-5 (2-2, 0-2, 0-1) 4847 COOP Arena - 30 november 2002 Brynäs IF-Modo Hockey 4-1 (1-1, 2-0, 1-0) 4361 Gavlerinken - 1 december 2002 HV 71-Västra Frölunda HC 3-2 (2-1, 1-0, 0-1) 6186 Kinnarps Arena Omgång 25 - 3 december 2002 Brynäs IF-MIF Redhawks 6-5 (2-2, 3-1, 1-2) 3817 Gavlerinken - 3 december 2002 Luleå HF-Modo Hockey 5-1 (2-0, 1-0, 2-1) 4607 COOP Arena - 3 december 2002 Västra Frölunda HC-Djurgårdens IF 2-1 (0-0, 2-1, 0-0) 10853 Scandinavium - 3 december 2002 Linköpings HC-Färjestads BK 6-3 (1-1, 3-1, 2-1) 4128 Stångebro Ishall - 3 december 2002 Timrå IK-Södertälje SK 3-1 (1-0, 1-0, 1-1) 4074 Timrå Isstadion - 3 december 2002 HV 71-Leksands IF 4-5 (1-1, 2-3, 1-0, 0-1) 6236 Kinnarps Arena | Omgång 26 - 5 december 2002 Leksands IF-Timrå IK 1-3 (0-1, 1-1, 0-1) 5038 Leksands Isstadion - 5 december 2002 Södertälje SK-Linköpings HC 2-1 (0-1, 0-0, 2-0) 2721 Scaniarinken - 5 december 2002 Färjestads BK-Västra Frölunda HC 6-3 (1-1, 1-1, 4-1) 8050 Löfbergs Lila Arena - 5 december 2002 Djurgårdens IF-Luleå HF 1-5 (0-2, 0-2, 1-1) 4618 Globen - 5 december 2002 MIF Redhawks-HV 71 6-5 (2-2, 1-0, 2-3, 1-0) 4405 Malmö Isstadion - 5 december 2002 Modo Hockey-Brynäs IF 3-2 (1-0, 0-1, 1-1, 1-0) 3203 Kempehallen Omgång 27 - 7 december 2002 Brynäs IF-Djurgårdens IF 5-3 (2-0, 1-1, 2-2) 4694 Gavlerinken - 7 december 2002 Linköpings HC-Leksands IF 2-3 (2-0, 0-1, 0-1, 0-0, 0-1) 4700 Stångebro Ishall - 7 december 2002 Timrå IK-HV 71 3-2 (0-1, 0-1, 2-0, 1-0) 4082 Timrå Isstadion - 7 december 2002 Modo Hockey-MIF Redhawks 3-2 (0-1, 1-0, 2-1) 3402 Kempehallen - 8 december 2002 Luleå HF-Färjestads BK 2-3 (0-0, 0-2, 2-0, 0-1) 4488 COOP Arena - 8 december 2002 Västra Frölunda HC-Södertälje SK 3-2 (1-2, 1-0, 0-0, 0-0, 1-0) 7513 Scandinavium Omgång 28 - 10 december 2002 HV 71-Linköpings HC 5-1 (5-0, 0-1, 0-0) 5671 Kinnarps Arena - 10 december 2002 Leksands IF-Västra Frölunda HC 4-3 (2-0, 0-2, 1-1, 1-0) 4752 Leksands Isstadion - 10 december 2002 Södertälje SK-Luleå HF 3-0 (0-0, 2-0, 1-0) 2935 Scaniarinken - 10 december 2002 Färjestads BK-Brynäs IF 3-2 (0-0, 1-1, 1-1, 0-0, 1-0) 7808 Löfbergs Lila Arena - 10 december 2002 Djurgårdens IF-Modo Hockey 5-3 (1-0, 2-3, 2-0) 4412 Globen - 10 december 2002 MIF Redhawks-Timrå IK 1-2 (0-0, 0-1, 1-1) 3934 Malmö Isstadion Omgång 29 - 12 december 2002 Brynäs IF-Södertälje SK 2-1 (0-1, 2-0, 0-0) 5765 Gavlerinken - 12 december 2002 Västra Frölunda HC-HV 71 4-2 (0-0, 1-1, 3-1) 11335 Scandinavium - 12 december 2002 Linköpings HC-Timrå IK 2-3 (2-1, 0-1, 0-1) 3701 Stångebro Ishall - 12 december 2002 Djurgårdens IF-MIF Redhawks 3-2 (1-1, 1-1, 1-0) 4012 Hovet, Johanneshov - 12 december 2002 Modo Hockey-Färjestads BK 3-2 (1-2, 1-0, 0-0, 1-0) 3615 Kempehallen - 12 december 2002 Luleå HF-Leksands IF 3-1 (0-1, 1-0, 2-0) 4466 COOP Arena Omgång 30 - 26 december 2002 Leksands IF-Djurgårdens IF 2-3 (0-3, 2-0, 0-0) 6283 Leksands Isstadion - 26 december 2002 Västra Frölunda HC-Linköpings HC 4-0 (1-0, 2-0, 1-0) 8343 Scandinavium - 26 december 2002 MIF Redhawks-HV 71 2-1 (0-1, 2-0, 0-0) 4650 Malmö Isstadion - 26 december 2002 Färjestads BK-Södertälje SK 3-1 (1-1, 1-0, 1-0) 8050 Löfbergs Lila Arena - 26 december 2002 Timrå IK-Brynäs IF 3-4 (1-0, 0-1, 2-2, 0-0, 0-1) 5500 Timrå Isstadion - 26 december 2002 Luleå HF-Modo Hockey 5-4 (1-0, 3-1, 1-3) 5371 COOP Arena Omgång 31 - 28 december 2002 Linköpings HC-Västra Frölunda HC 2-1 (0-0, 0-1, 1-0, 0-0, 1-0) 4191 Stångebro Ishall - 28 december 2002 HV 71-MIF Redhawks 4-3 (1-1, 3-0, 0-2) 6236 Kinnarps Arena - 28 december 2002 Södertälje SK-Färjestads BK 3-2 (0-0, 2-2, 1-0) 3764 Scaniarinken - 28 december 2002 Djurgårdens IF-Leksands IF 4-3 (1-2, 2-1, 1-0) 11250 Globen - 28 december 2002 Brynäs IF-Timrå IK 2-7 (1-5, 1-2, 0-0) 6167 Gavlerinken - 28 december 2002 Modo Hockey-Luleå HF 1-0 (0-0, 1-0, 0-0) 5226 Kempehallen Omgång 32 - 30 december 2002 MIF Redhawks-Linköpings HC 4-2 (2-1, 1-1, 1-0) 4212 Malmö Isstadion - 30 december 2002 Västra Frölunda HC-HV 71 4-1 (2-1, 1-0, 1-0) 12044 Scandinavium - 30 december 2002 Färjestads BK-Djurgårdens IF 2-4 (1-1, 0-1, 1-2) 8050 Löfbergs Lila Arena - 30 december 2002 Södertälje SK-Leksands IF 4-1 (3-0, 0-1, 1-0) 5665 Scaniarinken - 30 december 2002 Timrå IK-Luleå HF 5-2 (3-1, 2-0, 0-1) 4726 Timrå Isstadion - 30 december 2002 Modo Hockey-Brynäs IF 3-4 (1-1, 0-3, 2-0) 4171 Kempehallen Omgång 33 - 2 januari 2003 HV 71-Linköpings HC 3-2 (2-0, 0-2, 0-0, 0-0, 1-0) 6107 Kinnarps Arena - 2 januari 2003 MIF Redhawks-Västra Frölunda HC 1-0 (0-0, 0-0, 1-0) 4447 Malmö Isstadion - 2 januari 2003 Leksands IF-Färjestads BK 2-5 (1-2, 1-1, 0-2) 5790 Leksands Isstadion - 2 januari 2003 Djurgårdens IF-Södertälje SK 3-1 (1-1, 1-0, 1-0) 6108 Hovet, Johanneshov - 2 januari 2003 Brynäs IF-Luleå HF 2-1 (1-1, 0-0, 0-0, 0-0, 1-0) 4816 Gavlerinken - 2 januari 2003 Timrå IK-Modo Hockey 4-1 (0-0, 1-1, 3-0) 5412 Timrå Isstadion Omgång 34 - 7 januari 2003 Timrå IK-Västra Frölunda HC 1-2 (0-0, 0-1, 1-0, 0-0, 0-1) 5500 Timrå Isstadion - 7 januari 2003 HV 71-Luleå HF 1-4 (0-3, 1-1, 0-0) 5489 Kinnarps Arena - 7 januari 2003 Leksands IF-Brynäs IF 3-0 (1-0, 0-0, 2-0) 5516 Leksands Isstadion - 7 januari 2003 Södertälje SK-Modo Hockey 4-0 (0-0, 2-0, 2-0) 3105 Scaniarinken - 7 januari 2003 Djurgårdens IF-Färjestads BK 2-5 (1-2, 0-2, 1-1) 5676 Globen - 7 januari 2003 Linköpings HC-MIF Redhawks 4-1 (0-0, 2-1, 2-0) 3804 Stångebro Ishall Omgång 35 - 9 januari 2003 Brynäs IF-HV 71 3-1 (0-0, 2-1, 1-0) 3417 Gavlerinken - 9 januari 2003 Luleå HF-Timrå IK 6-3 (0-2, 4-1, 2-0) 4478 COOP Arena - 9 januari 2003 Färjestads BK-MIF Redhawks 5-2 (3-0, 1-0, 1-2) 7429 Löfbergs Lila Arena - 9 januari 2003 Djurgårdens IF-Södertälje SK 3-2 (1-0, 2-0, 0-2) 5626 Globen - 9 januari 2003 Modo Hockey-Leksands IF 3-4 (1-1, 2-2, 0-1) 3878 Kempehallen - 14 januari 2003 Västra Frölunda HC-Linköpings HC 4-1 (2-0, 1-1, 1-0) 6776 Scandinavium Omgång 36 - 11 januari 2003 Timrå IK-Brynäs IF 2-1 (0-0, 1-0, 1-1) 4119 Timrå Isstadion - 11 januari 2003 Leksands IF-Djurgårdens IF 3-4 (1-0, 0-0, 2-4) 5319 Leksands Isstadion - 11 januari 2003 MIF Redhawks-Västra Frölunda HC 1-2 (0-2, 1-0, 0-0) 5032 Malmö Isstadion - 12 januari 2003 Linköpings HC-Luleå HF 2-3 (1-1, 1-1, 0-1) 4396 Stångebro Ishall - 12 januari 2003 Södertälje SK-Färjestads BK 1-7 (0-2, 1-3, 0-2) 3301 Scaniarinken - 14 januari 2003 HV 71-Modo Hockey 5-6 (1-0, 2-3, 2-3) 5586 Kinnarps Arena Omgång 37 - 16 januari 2003 Brynäs IF-Luleå HF 0-3 (0-2, 0-0, 0-1) 4447 Gavlerinken - 16 januari 2003 Leksands IF-MIF Redhawks 2-1 (0-1, 1-0, 1-0) 4852 Leksands Isstadion - 16 januari 2003 HV 71-Södertälje SK 5-4 (0-2, 3-2, 2-0) 6113 Kinnarps Arena - 16 januari 2003 Färjestads BK-Timrå IK 8-1 (2-0, 2-0, 4-1) 8085 Löfbergs Lila Arena - 16 januari 2003 Djurgårdens IF-Linköpings HC 4-2 (2-0, 1-1, 1-1) 6356 Globen - 16 januari 2003 Västra Frölunda HC-Modo Hockey 2-3 (1-2, 0-0, 1-1) 9328 Scandinavium Omgång 38 - 18 januari 2003 Brynäs IF-Linköpings HC 4-3 (2-1, 2-1, 0-1) 4086 Gavlerinken - 18 januari 2003 Luleå HF-Västra Frölunda HC 3-2 (1-0, 1-1, 1-1) 5231 COOP Arena - 18 januari 2003 Färjestads BK-Leksands IF 5-2 (1-0, 3-1, 1-1) 8050 Löfbergs Lila Arena - 19 januari 2003 Södertälje SK-MIF Redhawks 3-1 (0-0, 2-0, 1-1) 2845 Scaniarinken - 19 januari 2003 Modo Hockey-Timrå IK 3-4 (1-3, 2-0, 0-1) 4665 Kempehallen - 19 januari 2003 Djurgårdens IF-HV 71 6-2 (1-0, 2-2, 3-0) 7961 Hovet, Johanneshov Omgång 39 - 23 januari 2003 Västra Frölunda HC-Brynäs IF 6-1 (3-0, 2-0, 1-1) 10494 Scandinavium - 23 januari 2003 Linköpings HC-Modo Hockey 1-4 (1-2, 0-2, 0-0) 3771 Stångebro Ishall - 23 januari 2003 Timrå IK-Djurgårdens IF 4-7 (0-1, 2-4, 2-2) 4868 Timrå Isstadion - 23 januari 2003 HV 71-Färjestads BK 4-3 (3-1, 1-2, 0-0) 6236 Löfbergs Lila Arena - 23 januari 2003 Leksands IF-Södertälje SK 1-3 (1-1, 0-2, 0-0) 4577 Leksands Isstadion - 23 januari 2003 Luleå HF-MIF Redhawks 5-4 (1-2, 2-0, 2-2) 4663 COOP Arena Omgång 40 - 25 januari 2003 Brynäs IF-MIF Redhawks 0-4 (0-1, 0-1, 0-2) 5250 Gavlerinken - 25 januari 2003 Modo Hockey-Luleå HF 1-0 (0-0, 1-0, 0-0) 3866 Kempehallen - 25 januari 2003 Leksands IF-HV 71 2-1 (1-1, 0-0, 0-0, 1-0) 5181 Leksands Isstadion - 25 januari 2003 Djurgårdens IF-Västra Frölunda HC 3-2 (1-0, 1-1, 1-1) 10133 Globen - 26 januari 2003 Linköpings HC-Färjestads BK 2-3 (1-0, 0-2, 1-0, 0-1) 3817 Stångebro Ishall - 26 januari 2003 Södertälje SK-Timrå IK 2-3 (0-2, 1-1, 1-0) 4088 Scaniarinken Omgång 41 - 28 januari 2003 Timrå IK-Leksands IF 1-2 (1-1, 0-1, 0-0) 4151 Timrå Isstadion - 28 januari 2003 Linköpings HC-Södertälje SK 0-4 (0-2, 0-1, 0-1) 3789 Stångebro Ishall - 28 januari 2003 Västra Frölunda HC-Färjestads BK 5-2 (1-1, 1-0, 3-1) 12044 Scandinavium - 28 januari 2003 Luleå HF-Djurgårdens IF 4-3 (2-1, 2-1, 0-1) 5268 COOP Arena - 28 januari 2003 Brynäs IF-Modo Hockey 1-5 (1-1, 0-2, 0-2) 3860 Gavlerinken - 28 januari 2003 HV 71-MIF Redhawks 5-6 (0-2, 2-3, 3-0, 0-0, 0-1) 5805 Kempehallen Omgång 42 - 30 januari 2003 Djurgårdens IF-Brynäs IF 5-2 (2-1, 2-1, 1-0) 6501 Globen - 30 januari 2003 Färjestads BK-Luleå HF 4-2 (0-0, 2-0, 2-2) 8015 Löfbergs Lila Arena - 30 januari 2003 Södertälje SK-Västra Frölunda HC 2-1 (0-0, 0-1, 1-0, 1-0) 2937 Scaniarinken - 30 januari 2003 Leksands IF-Linköpings HC 1-0 (0-0, 1-0, 0-0) 4469 Leksands Isstadion - 30 januari 2003 HV 71-Timrå IK 1-0 (0-0, 1-0, 0-0) 5680 Kinnarps Arena - 30 januari 2003 MIF Redhawks-Modo Hockey 2-4 (1-0, 0-2, 1-2) 4709 Malmö Isstadion Omgång 43 - 1 februari 2003 Västra Frölunda HC-Leksands IF 3-1 (0-0, 3-1, 0-0) 12044 Scandinavium - 1 februari 2003 Linköpings HC-HV 71 1-0 (0-0, 1-0, 0-0) 3802 Stångebro Ishall - 1 februari 2003 Luleå HF-Södertälje SK 1-2 (1-1, 0-0, 0-0, 0-1) 5034 COOP Arena - 1 februari 2003 Brynäs IF-Färjestads BK 2-3 (0-2, 2-0, 0-1) 4505 Gavlerinken - 1 februari 2003 Modo Hockey-Djurgårdens IF 4-1 (1-0, 2-1, 1-0) 4076 Kempehallen - 1 februari 2003 Timrå IK-MIF Redhawks 6-3 (1-1, 2-1, 3-1) 3877 Timrå Isstadion Omgång 44 - 11 februari 2003 Södertälje SK-Brynäs IF 5-3 (1-1, 0-1, 4-1) 4285 Scaniarinken - 11 februari 2003 Leksands IF-Luleå HF 6-1 (0-1, 2-0, 4-0) 4927 Leksands Isstadion - 11 februari 2003 HV 71-Västra Frölunda HC 2-3 (0-1, 1-2, 1-0) 6236 Kinnarps Arena - 11 februari 2003 Timrå IK-Linköpings HC 4-2 (3-1, 1-1, 0-0) 3506 Timrå Isstadion - 11 februari 2003 MIF Redhawks-Djurgårdens IF 3-6 (0-2, 2-2, 1-2) 5029 Malmö Isstadion - 11 februari 2003 Färjestads BK-Modo Hockey 5-6 (2-2, 1-1, 2-2, 0-1) 7999 Löfbergs Lila Arena Omgång 45 - 13 februari 2003 Västra Frölunda HC-Timrå IK 6-3 (3-1, 0-0, 3-2) 12044 Scandinavium - 13 februari 2003 Luleå HF-HV 71 4-1 (0-0, 1-0, 3-1) 4712 COOP Arena - 13 februari 2003 Brynäs IF-Leksands IF 3-2 (0-1, 1-1, 1-0, 0-0, 1-0) 5983 Gavlerinken - 13 februari 2003 Modo Hockey-Södertälje SK 5-2 (1-0, 1-0, 3-2) 3623 Kempehallen - 13 februari 2003 Färjestads BK-Djurgårdens IF 5-1 (1-0, 4-1, 0-0) 8050 Löfbergs Lila Arena - 13 februari 2003 Linköpings HC-MIF Redhawks 3-4 (0-0, 1-2, 2-1, 0-0, 0-1) 3704 Stångebro Ishall Omgång 46 - 15 februari 2003 HV 71-Brynäs IF 2-3 (0-0, 2-1, 0-1, 0-0, 0-1) 6236 Kinnarps Arena - 15 februari 2003 Timrå IK-Luleå HF 3-2 (0-1, 2-0, 0-1, 1-0) 3597 Timrå Isstadion - 15 februari 2003 MIF Redhawks-Färjestads BK 2-1 (0-0, 1-0, 0-1, 0-0, 1-0) 4923 Malmö Isstadion - 15 februari 2003 Södertälje SK-Djurgårdens IF 3-1 (2-0, 0-1, 1-0) 5114 Scaniarinken - 15 februari 2003 Leksands IF-Modo Hockey 8-2 (1-0, 4-1, 3-1) 6028 Leksands Isstadion - 16 februari 2003 Linköpings HC-Västra Frölunda HC 0-5 (0-3, 0-0, 0-2) 3770 Stångebro Ishall Omgång 47 - 21 januari 2003 Västra Frölunda HC-MIF Redhawks 2-0 (0-0, 0-0, 2-0) 6648 Scandinavium - 16 februari 2003 Djurgårdens IF-Leksands IF 5-1 (2-1, 1-0, 2-0) 11365 Globen - 18 februari 2003 Luleå HF-Linköpings HC 4-2 (2-0, 1-2, 1-0) 4429 COOP Arena - 18 februari 2003 Brynäs IF-Timrå IK 1-4 (0-0, 1-3, 0-1) 3987 Gavlerinken - 18 februari 2003 Modo Hockey-HV 71 2-3 (0-1, 2-1, 0-1) 3317 Kempehallen - 18 februari 2003 Färjestads BK-Södertälje SK 2-0 (0-0, 1-0, 1-0) 7957 Löfbergs Lila Arena Omgång 48 - 20 februari 2003 Luleå HF-Brynäs IF 5-2 (2-0, 1-2, 2-0) 4718 COOP Arena - 20 februari 2003 MIF Redhawks-Leksands IF 3-0 (1-0, 1-0, 1-0) 4902 Malmö Isstadion - 20 februari 2003 Södertälje SK-HV 71 1-8 (0-1, 0-2, 1-5) 3802 Scaniarinken - 20 februari 2003 Timrå IK-Färjestads BK 2-7 (0-3, 1-3, 1-1) 4108 Timrå Isstadion - 20 februari 2003 Linköpings HC-Djurgårdens IF 0-1 (0-0, 0-1, 0-0) 3785 Stångebro Ishall - 20 februari 2003 Modo Hockey-Västra Frölunda HC 5-1 (1-0, 4-1, 0-0) 3792 Kempehallen Omgång 49 - 22 februari 2003 Linköpings HC-Brynäs IF 2-3 (0-1, 1-2, 1-0) 3519 Stångebro Ishall - 22 februari 2003 MIF Redhawks-Södertälje SK 6-1 (1-1, 2-0, 3-0) 4050 Malmö Isstadion - 22 februari 2003 Leksands IF-Färjestads BK 2-4 (1-1, 1-2, 0-1) 6154 Leksands Isstadion - 22 februari 2003 HV 71-Djurgårdens IF 4-3 (2-1, 1-1, 0-1, 1-0) 6236 Kinnarps Arena - 22 februari 2003 Timrå IK-Modo Hockey 2-3 (1-1, 0-2, 1-0) 4224 Timrå Isstadion - 23 februari 2003 Västra Frölunda HC-Luleå HF 4-1 (1-0, 0-1, 3-0) 12044 Scandinavium Omgång 50 - 25 februari 2003 Brynäs IF-Västra Frölunda HC 2-3 (1-0, 1-1, 0-1, 0-1) 3170 Gavlerinken - 25 februari 2003 Modo Hockey-Linköpings HC 4-0 (0-0, 2-0, 2-0) 4016 Kempehallen - 25 februari 2003 Djurgårdens IF-Timrå IK 3-1 (1-1, 0-0, 2-0) 6855 Globen - 25 februari 2003 Färjestads BK-HV 71 2-4 (0-3, 1-1, 1-0) 8050 Löfbergs Lila Arena - 25 februari 2003 Södertälje SK-Leksands IF 1-2 (0-1, 0-0, 1-1) 7259 Scaniarinken - 25 februari 2003 MIF Redhawks-Luleå HF 3-5 (0-1, 1-1, 2-3) 4071 Malmö Isstadion |